# Колонија Агрикола (Тревизо)
Колонија Агрикола је насеље у Италији у округу Тревизо, региону Венето.
Према процени из 2011. у насељу је живело 99 становника. Насеље се налази на надморској висини од 25 м.